# 銀座白金や

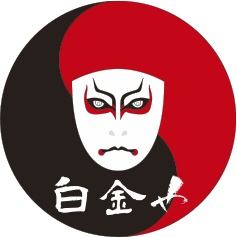
銀座白金やのロゴ

銀座白金や（ぎんざ ぷらちなや）は2013年東京、銀座の歌舞伎座の横に開業した、「不易流行」を掲げ、展開している「白金や一口いなり」の土産販売店である。一口いなりをメイン商品として、お土産や店内での食事が可能。名代焼きいなりや、特製ゆずいなりなどを販売している。

## 概要
2013年に銀座、歌舞伎座の真横に開業。「白金や一口いなり」を主体としたお土産屋である。

### 店名の由来
銀座白金や（ぷらちなや）の名前の由来は、不易流行の意味合い”いつまでも変化しない本質的なものを忘れない中にも、新しく変化を重ねているものをも取り入れていくこと。”に重ねて、その形を変えながら、人々の手を永きに渡り続ける希少金属の白金（プラチナ）に掛けて付けられた名前である。

### 店鋪の特徴

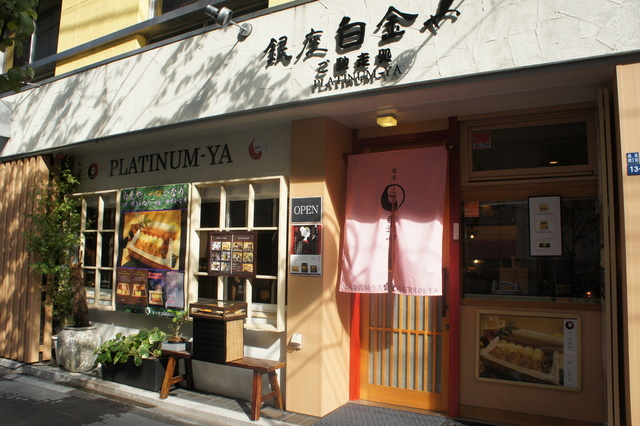
銀座白金や外観

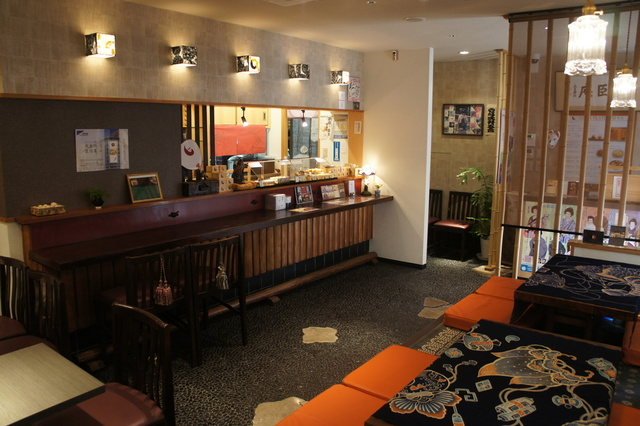
銀座白金や店内

以前この場所は割烹料理店の「中ぜん」という店だった。銀座白金やの店内には中ぜんの時代から引き継いだ点が多い、玉砂利の洗い出しや、カウンター、小上がり、招き猫等である。カウンターは１枚板で中ぜんの常連客が50年以上前に寄贈したもので、カウンターの上に鎮座する招き猫の置物は100歳以上の物である。所々に洋風な装飾や、舞妓や芸子の関連品が飾ってある。場所柄、歌舞伎観劇の客が多いらしく、店内での食事メニューは幕間にすぐに食べられる簡易的な物と、観劇前、後の為の華やかな御膳の形式である。

### 歌舞伎座
2013年4月に新しくなり、周りの通りも開ける形となった。歌舞伎座界隈の店では、以前より役者との交流が盛んであった。喫茶you、銀の塔、アメリカン、木挽町よしのや等の名店が軒を連ねる。幕間や前後の時間を利用してそういった店を回る観劇客も多い。白金やではいなり寿司、食事や、弁当折り詰め、甘味等は全て、歌舞伎座の演目に合わせた物となっている。歌舞伎役者の楽屋への差し入れ様の【お部屋見舞い】という白木の岡持ちがある。

## お部屋見舞い

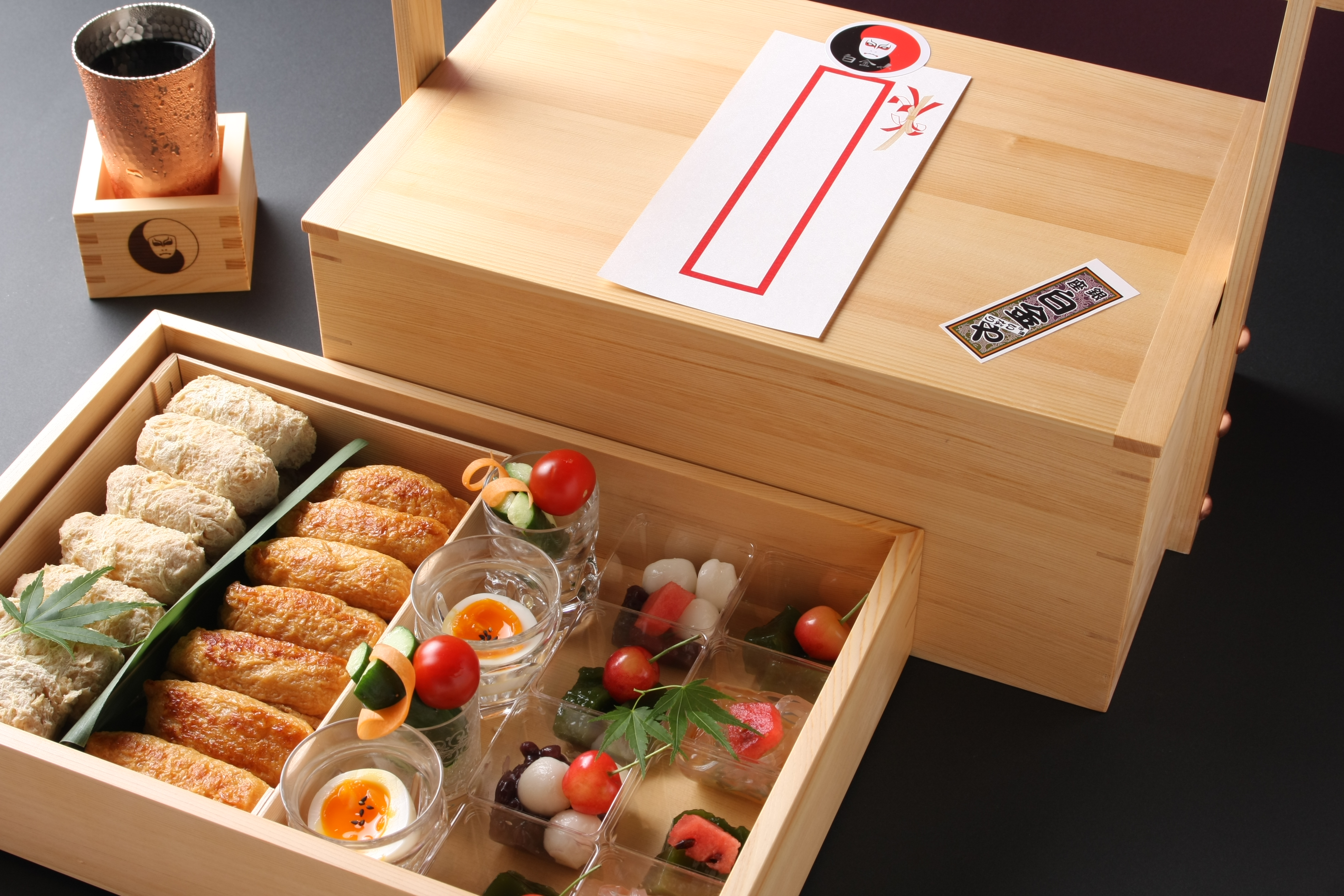
銀座白金やのお部屋見舞い

お部屋舞いとは京都の南座等の劇場での贈答のシステムで、役者間でのねぎらいの場や、御贔屓の客から役者への贈答等に用いられている。南座界隈では広く浸透しており、多くの店がこのお部屋見舞いを取り入れている。銀座白金やでは職人に白木のおか持ちを作らせており、都内の各劇場へ届けている。

## 芸能との関係
テレビでは、有吉弘行やホンジャマカの石塚英彦、市川猿之助 (4代目)等が番組で訪れている。

## 過去催事、掲載暦
- 2014/12-テレビ東京　L 4 YOU !
- 2014/11-宝島社　GLOW[6]
- 2014/11-ラジオ日本　峰竜太のミネスタ[7]
- 2014/10-BS-TBS　ひとまち紀行
- 2014/10-日本橋三越　BENTO・SUSHIコレクション
- 2014/09-フジテレビ　ワンダフルライフ
- 2014/09-銀座三越　銀座の匠特集
- 2014/08-テレビ朝日　若大将のゆうゆう散歩
- 2014/05-日本テレビ　メレンゲの気持ち
- 2014/04-銀座を極める２０１４～１５[8]
- 2013/11-東京カレンダー　[行きつけにしたい名店100] [9]
- 2013/11-フジテレビ　ぶらぶらサタデー
- 2013/10-マガジンハウス　Hanako 10月号[10]
- 2013/09-講談社　おとなの週末 10月号 [11]